# سامانه تهویه مطبوع VFR

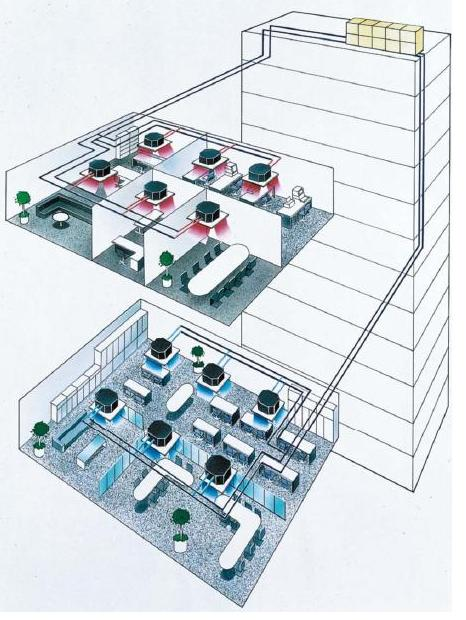
نمایی از سازوکار یک‌نوع سیستم جریان مبرد متغیر (VRF)

جریان مبرد متغیر (VRF) از گونه‌های فناوری تهویه مطبوع بوده که در سال 1982 در شرکت دایکین ژاپن اختراع شده‌است. مانند اسپلیت‌ها VRF از مبرد برای خنک‌کردن و گرم‌کردن استفاده می‌کند. این مبرد در یک مدار توسط یک پانل خارجی بین چندین پانل داخلی در گردش است.

## ساختار و طرز کار VRF
سیستم VRF (مخفف کلمات Variable Refrigerant Flow) سیستمی سرمایشی گرمایشی است که از یک یونیت بیرون از ساختمان و تعداد زیادی یونیت داخلی تشکیل می شود. سیستم تهویه مطبوع VRF با استفاده از موتورهای الکتریکی دور متغیری که کمپرسورها را در یونیت بیرونی به گردش در می آورند و نیز شیرهای انبساط الکترونیکی (EEVs) نصب شده در یونیت های داخلی می تواند مقدار جریان مبرد ورودی به هر یونیت داخلی را با توجه به مقدار سرمایش و یا گرمایش مورد نیاز، تغییر دهد. مقدار سرمایش یا گرمایش مورد نیاز نیز توسط کاربر و یک ترموستات دیواری تعیین می شود. حدودا 60 دستگاه یونیت داخلی (و یا بیشتر) با ظرفیت های مختلف را می توان به یک یونیت بیرونی متصل نمود.

## سامانه VRF

### توضیحات
سامانه VRF معمولاً دارای کمپرسور  DC inverter به منظور تأمین سرعت متغیر موتور و در نتیجه جریان مبرد متغیر است.(بر خلاف سامانه ‌های ساده on/off).توسط عامل کار در سرعت‌های متفاوت‌های VRF قادر به صرفه جویی انرژی در حالت‌های بار جزئی می‌باشد. با سامانه بازیافت انرژی سامانه VRF قادر به تأمین هم‌زمان گرمایش و سرمایش هستیم. در مقایسه با سامانه‌های دیگر صرفه جویی انرژی سامانه VRF بیش از 55 درصد می‌باشد.
 

### ژاپن
سامانه‌های VRF  از سال در ژاپن1980sاستفاده شده‌است. در حال حاضر در ژاپن سامانهVRF در 50 درصد از متوسط ساختمان‌های اداری (تا 70,000 ft2 یا 6,500 m2) و 33 درصد ساختمان‌های تجاری بزرگ (بیش از 70,000 ft2 یا 6,500 m2)استفاده می‌شود.

### تولید کنندگان اصلی
ژاپنی:
- پاناسونیک
- صنایع سنگین میتسوبیشی
- فوجیتسو
- هیتاچی
- میتسوبیشی الکتریک
- دایکین
- توشیبا
- یانمار (گاز پمپ‌های حرارتی)

کره ای:
- ال‌جی
- سامسونگ

چینی/دیگر:
- Gree
- هایر
- های‌سنس
- Midea
- Bright
- Dekon

هندی
- Blue Star Infotech
- Voltas

ایتالیایی
- Aermec

آمریکایی
- ترین
- Lennox Industries
- جانسون کنترلز
- کریر